# АСК газотранспортним підприємством
АСК газотранспортним підприємством (рос. АСУ газотранспортным предприятием; англ. gas transport enterprise ACS; нім. ASS des Erdgasbeförderungsbetriebes) — у газовій промисловості — автоматизована система керування газотранспортним підприємством, яка виконує розрахунки та реалізацію оптимальних режимів і стабілізацію роботи магістральних газопроводів, облік надходжень та видавання завдань з розподілення газу між споживачами та транзиту його по трасі, а також координований контроль та керування роботою компресорів і всієї ділянки траси магістрального газопроводу у цілому для надійного газопостачання споживачів у межах виділених лімітів за мінімізацією енергетичних та матеріальних ресурсів; працює у взаємодії з іншими АСК: АСК-ремонт, АСК-комплектація, АСК-екологія і т. д. під керуванням та за завданням системи оперативно-диспетчерського керування підприємства «Укргазвидобування».